# (255587) Gardenia
(255587) Gardenia est un astéroïde de la ceinture principale aréocroiseur.

## Description
(255587) Gardenia est un astéroïde aréocroiseur. Il présente une orbite caractérisée par un demi-grand axe de 2,42 UA, une excentricité de 0,38 et une inclinaison de 6,9 par rapport à l'écliptique. Il a été découvert par Vincenzo Silvano Casulli le 21 juillet 2006 à Vallemare Borbona.

## Compléments